# Józefa Klawerowa
Józefa Michalina Klawerowa z Milbergów herbu Lichtyan (ur. 29 września 1865 w Szczepankowie, zm. 8 maja 1930 w Warszawie) – polska ziemianka, działaczka społeczna i charytatywna, członkini Rady Naczelnej Narodowej Organizacji Kobiet.  

## Życiorys
Ukończyła pensję Joanny Krzywobłockiej w Warszawie.
Prowadziła tajne komplety z historii i literatury. W 1911 członkini rzeczywista Towarzystwa Popierania Przemysłu Ludowego w Królestwie Polskim. W 1912 należała do Warszawskiego Chrześcijańskiego Towarzystwa Ochrony Kobiet. Była przewodniczącą warszawskiego Koła Ziemianek. Po wybuchu I wojny światowej tworzy Komisję Pracy Kobiet przy Komitecie Obywatelskim, gdzie organizowała opiekę nad żonami rezerwistów i ich dziećmi. Była przewodniczącą koła Polskiej Macierzy Szkolnej, które działało przy Komisji Pracy Kobiet. Założyła żłobek dla dzieci na Bródnie i 7 internatów dziecięcych. Założone przez nią instytucje żywiły, ubierały i wychowywały około 800 dzieci. Po przekształceniu Komisji Pracy Kobiet kontynuuje działalność w Kole Pracy Kobiet.
W 1918 wraz z Ireną Puzynianką i Józefą Szebeko stała się – z ramienia Narodowej Organizacji Wyborczej Kobiet – sygnatariuszką przedwyborczej odezwy Narodowego Komitetu Wyborczego Stronnictw Demokratycznych, powołanego z inspiracji członków Ligi Narodowej. W 1919 była zastępczynią przewodniczącej Centralnego Komitetu Pomocy dla Dzieci. W 1920 weszła w skład Komitetu Fundacji im. Romana Dmowskiego i Komitetu Fundacji im. Paderewskiego. W wyborach w 1922 kandydowała bezskutecznie do Sejmu z listy państwowej nr 8 (Chrześcijański Związek Jedności Narodowej). W tym samym roku weszła w skład Komitetu Budowy Pomnika Wdzięczności Ameryce. W 1925 założyła Międzystowarzyszeniowy Komitet Pomocy Najbardziej Potrzebującym. Należała do założycielek Narodowej Organizacji Kobiet. Ponadto należała do Katolickiego Związku Kobiet i była członkinią zarządu Rady Narodowej Polek. Działała w Zarządzie Obywatelskiego Komitetu Pomocy Społecznej w Warszawie, gdzie przewodniczyła Sekcji Dożywiania. W 1926 weszła w skład komitetu wykonawczego Obywatelskiego Komitetu Pomocy dla Bezrobotnych. W tym samym roku został wybrana delegatką do Kasy Chorych Miasta Warszawy z listy nr 5 (Komitet Wyborczy Zjednoczonych Organizacji Gospodarczych).
Zmarła nagle w nocy 8 maja 1930 w Warszawie na anewryzm serca. Została pochowana na cmentarzu Powązkowskim w Warszawie.

## Rodzina
Była córką Teodora Stanisława Milberga, powstańca styczniowego i ziemianina, oraz Heleny Józefy z Łąckich. Jej dziadem był gen. Henryk Milberg. 30 czerwca 1887 w kościele św. Krzyża w Warszawie wyszła za mąż za Włodzimierza Mikołaja Klawera.

## Ordery i odznaczenia
- Krzyż Kawalerski Orderu Odrodzenia Polski (2 maja 1922)[22][23]